# 쇼텐 (텔레비전 프로그램)

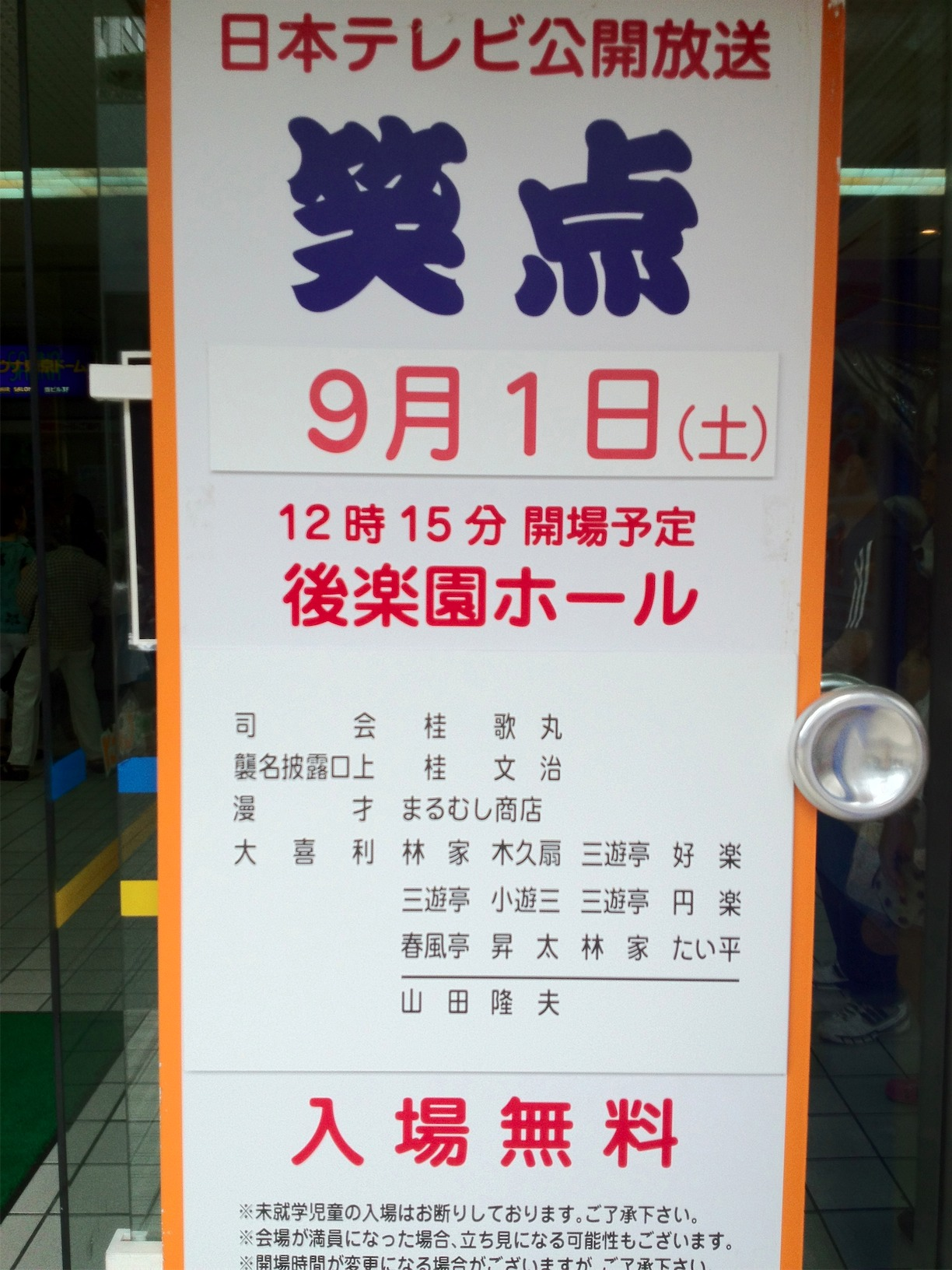

《쇼텐》(笑点)은 닛폰 TV에서 1966년 5월 15일부터 매주 일요일 저녁 시간에 방송되고 있는 최장수 코미디 프로그램이다.

## 개요
1966년(쇼와 41년) 5월 15일에 첫 방송되면서 《금요야석》(金曜夜席)을 이어받은 프로그램이다.
당시에는 아직 컬러 텔레비전의 보급률이 1%에도 미치지 못한 시대였지만, 제 1회에서 컬러로 방송되었다.

## 방송 시간
| 방송 채널 | 방송 기간                         | 회차          | 방송 시간                       | 시간 분량 |
| --------- | --------------------------------- | ------------- | ------------------------------- | --------- |
| 닛폰 TV   | 1966년 5월 15일 ~ 1968년 4월 28일 | 1회 ~ 95회    | 일요일 오후 4시 30분 ~ 5시 10분 | 40분      |
| 닛폰 TV   | 1968년 5월 5일 ~ 1996년 3월 31일  | 96회 ~ 1511회 | 일요일 오후 5시 20분 ~ 6시      | 40분      |
| 닛폰 TV   | 1996년 4월 14일 ~ 현재            | 1512회 ~      | 일요일 오후 5시 30분 ~ 6시      | 30분      |

## DVD
- 《쇼텐 대박람회 DVD-BOX》 (笑点 大博覧会 DVD-BOX) : 2005년 11월 23일 발매
- 《쇼텐 고마워 엔라쿠씨! ~오세대 산유테이 엔라쿠 추모 영상집~》 (笑点 ありがとう円楽さん! 〜五代目 三遊亭円楽を偲ぶ映像集〜) : 2009년 12월 23일 발매

## 관련 서적
- 《쇼텐》 (笑点) : 닛폰 TV 방송망, ISBN 978-4820399551
- 《쇼텐 제1호》 (笑点第1号) : 닛폰 TV, ISBN 978-4820300021
- 《쇼텐 제2호》 (笑点第2号) : 닛폰 TV, ISBN 978-4820300106
- 《쇼텐 제3호》 (笑点第3号) : 닛폰 TV, ISBN 978-4820300175
- 《쇼텐 제4호》 (笑点第4号) : 닛폰 TV, ISBN 978-4820300250
- 《쇼텐의 수수께끼》 (笑点の謎) : ISBN 978-4309264547
- 《쇼텐 국가 웃음 만유기》 (笑点 諸国お笑い漫遊記) : ISBN 978-4309267098